# پرچم پیچیلمو
پرچم پیچیلمو در ۳ فوریه ۲۰۰۰ پذیرفته شد.این پرچم با پیش زمینه سفید و نشانه پیچیلمو طراحی شده است.